# Indywidualny Puchar Mistrzów na żużlu
Indywidualny Puchar Mistrzów na żużlu – indywidualne zawody żużlowe organizowane w latach 1986–1993 pod patronatem FIM. Od 1987 zawody te rozgrywano także jako memoriał Johna Hoskinsa.
Zawody te odbywały się bez eliminacji, startowali w nich zawodnicy, którzy w poprzednim sezonie zdobyli tytuł indywidualnego mistrza swojego kraju. Gdy mistrz kraju nie mógł wystartować w zawodach zastępował go wicemistrz.

## Medaliści
| Rok  | Miejsce       | Złoto               | Srebro           | Brąz             | Źr.   |
| ---- | ------------- | ------------------- | ---------------- | ---------------- | ----- |
| 1986 | Pardubice     | Erik Stenlund       | Wiktor Kuzniecow | Antonín Kasper   | [ 1 ] |
| 1987 | Miszkolc      | Zoltán Adorján      | Armando Castagna | Neil Evitts      | [ 1 ] |
| 1988 | Krško         | Per Jonsson         | Gerd Riss        | Zoltán Adorján   | [ 1 ] |
| 1989 | Natschbach-L. | Jan Osvald Pedersen | Mitch Shirra     | Kai Niemi        | [ 1 ] |
| 1990 | Lonigo        | Hans Nielsen        | Zoltán Adorján   | Simon Wigg       | [ 2 ] |
| 1991 | Elgane        | Lars Gunnestad      | Antonín Kasper   | Hans Nielsen     | [ 2 ] |
| 1992 | Równe         | Gert Handberg       | Zoltán Adorján   | Peter Karlsson   | [ 2 ] |
| 1993 | Tampere       | Tomasz Gollob       | Leigh Adams      | Armando Castagna | [ 2 ] |

## Klasyfikacja medalowa

### Według zawodników
Stan po sezonie 1993
| Lp. | Zawodnik            | Państwo         | Lata      | Złoto | Srebro | Brąz | Razem |
| --- | ------------------- | --------------- | --------- | ----- | ------ | ---- | ----- |
| 1.  | Zoltán Adorján      | Węgry           | 1987–1992 | 1     | 2      | 1    | 4     |
| 2.  | Hans Nielsen        | Dania           | 1990–1991 | 1     | –      | 1    | 2     |
| 3.  | Erik Stenlund       | Szwecja         | 1986      | 1     | –      | –    | 1     |
| 3.  | Per Jonsson         | Szwecja         | 1988      | 1     | –      | –    | 1     |
| 3.  | Jan Osvald Pedersen | Dania           | 1989      | 1     | –      | –    | 1     |
| 3.  | Lars Gunnestad      | Norwegia        | 1991      | 1     | –      | –    | 1     |
| 3.  | Gert Handberg       | Dania           | 1992      | 1     | –      | –    | 1     |
| 3.  | Tomasz Gollob       | Polska          | 1993      | 1     | –      | –    | 1     |
| 9.  | Antonín Kasper      | Czechosłowacja  | 1986–1991 | –     | 1      | 1    | 2     |
| 9.  | Armando Castagna    | Włochy          | 1987–1993 | –     | 1      | 1    | 2     |
| 11. | Wiktor Kuzniecow    | ZSRR            | 1986      | –     | 1      | –    | 1     |
| 11. | Gerd Riss           | RFN             | 1988      | –     | 1      | –    | 1     |
| 11. | Mitch Shirra        | Nowa Zelandia   | 1989      | –     | 1      | –    | 1     |
| 11. | Leigh Adams         | Australia       | 1993      | –     | 1      | –    | 1     |
| 15. | Neil Evitts         | Wielka Brytania | 1987      | –     | –      | 1    | 1     |
| 15. | Kai Niemi           | Finlandia       | 1989      | –     | –      | 1    | 1     |
| 15. | Simon Wigg          | Wielka Brytania | 1990      | –     | –      | 1    | 1     |
| 15. | Peter Karlsson      | Szwecja         | 1992      | –     | –      | 1    | 1     |

### Według państw
Stan po sezonie 1993
| Lp. | Państwo         | Złoto | Srebro | Brąz | Razem |
| --- | --------------- | ----- | ------ | ---- | ----- |
| 1.  | Dania           | 3     | –      | 1    | 4     |
| 2.  | Szwecja         | 2     | –      | 1    | 3     |
| 3.  | Węgry           | 1     | 2      | 1    | 4     |
| 4.  | Norwegia        | 1     | –      | –    | 1     |
| 4.  | Polska          | 1     | –      | –    | 1     |
| 6.  | Czechosłowacja  | –     | 1      | 1    | 2     |
| 6.  | Włochy          | –     | 1      | 1    | 2     |
| 8.  | ZSRR            | –     | 1      | –    | 1     |
| 8.  | RFN             | –     | 1      | –    | 1     |
| 8.  | Nowa Zelandia   | –     | 1      | –    | 1     |
| 8.  | Australia       | –     | 1      | –    | 1     |
| 12. | Wielka Brytania | –     | –      | 2    | 2     |
| 13. | Finlandia       | –     | –      | 1    | 1     |